# トルナフタート
トルナフタートあるいはトルナフテート（INN：tolnaftate）は、チオカルバミン酸系の合成化合物である。抗真菌薬として使用されており、体表部に巣喰った白癬などの真菌感染症に対して、外用薬として用いる。なお、処方箋医薬品だけでなく、日本を含め多くの地域でOTCとして購入できる。

## 薬理
トルナフタートは真菌の細胞の細胞膜構成成分であるエルゴステロールの生合成過程において、スクアレンエポキシダーゼを阻害して、下記のスクワレン・エポキシ化反応を阻害する

。
アセチルCoA → ヒドロキシメチルグルタニル-CoA → メバロン酸 → スクワレン →（この段階を阻害）→ スクワレン-2,3-エポキシド → ラノステロール → 2,4-メチレンジヒドロラノステロール → 4,4-ジメチルエルゴスタ-8,14,24-トリエン-3β-オール → 4,4-ジメチルフェコステロール → フェコステロール → エピステロール → エルゴステロール
参考までに、エルゴステロールの生合成を妨害されて困るのは真菌であり、真菌と同じ真核生物であるヒトなどが細胞膜の安定化のために使用している分子はコレステロールなので、動物にトルナフタートを使用しても、選択毒性を発揮するため、抗真菌薬として使用できる。

## 他の外用抗真菌薬との比較
外用薬として用いられる場合のある、他の抗真菌薬との作用点の違いを以下に列挙しておく。
例えばエルゴステロールの生合成の2箇所の過程を阻害するビホナゾールのような例外は有るものの

、アゾール系抗真菌薬は、基本的に「2,4-メチレンジヒドロラノステロール → 4,4-ジメチルエルゴスタ-8,14,24-トリエン-3β-オール」の箇所で、この変換に関わる酵素を阻害して、真菌のエルゴステロールの生合成を妨害する

。
これらに対して、モルホリン系抗真菌薬は、Δ14-ステロールレダクターゼとΔ7-コレステノールΔ7-Δ8-イソメラーゼを阻害する。具体的には「4,4-ジメチルエルゴスタ-8,14,24-トリエン-3β-オール → 4,4-ジメチルフェコステロール」の変換に関わる酵素と、さらに「フェコステロール → エピステロール」の変換に関わる酵素に関わる酵素を阻害して、真菌のエルゴステロールの生合成を妨害する。
なお、アリルアミン系抗真菌薬とベンジルアミン系抗真菌薬は、トルナフタートやトルシクレートやリラナフタートと言ったチオカルバメート系抗真菌薬と同様に、「スクワレン → スクワレン-2,3-エポキシド」の変換に関わる酵素を阻害して、真菌のエルゴステロールの生合成を妨害する。

## 製剤
トルナフタートの剤形は、いずれも外用剤である。ただし、外用液剤、クリーム剤、軟膏剤、パウダー剤（粉末剤）、スプレー剤（エーロゾル剤・噴霧剤）など、多様な剤形が開発されてきた。これは、患部の状態に最適な剤形を選択しつつ、可能な限り、患者の好みに適合する剤形を選択できるようにするためである。

## 歴史
トルナフタートは1963年に合成された

。